# Laura Vignatti
Laura Vignatti (Videla, Santa Fe, Argentina) es una actriz argentina radicada en México. Es conocida por su personaje de Daniela Córcega en la telenovela Mi marido tiene familia.

## Biografía
Nació un 3 de septiembre en Videla, Santa Fe, hija de Gerardo Vignatti y Analía Derghon, siendo la segunda de cuatro hermanos (Ileana, Laura, Andrés y Bruno).
Aficionada desde niña a las telenovelas mexicanas. Estudió diseño de moda y tiempo después se inscribió en un seminario de actuación. A las dos semanas se radicó en Madrid y se anotó en otro seminario de actuación.
Su primera aparición en televisión fue con una participación breve en la telenovela Qué bonito amor del productor Salvador Mejía en 2012. Posteriormente en el unitario Como dice el dicho, y en Lo imperdonable.
En 2016 se integra al elenco de Sueño de amor e interpreta a Anastasia, una de las antagonistas de la historia, donde compartió créditos con Renata Notni, Santiago Ramundo, Julián Gil y Osvaldo de León.
En 2017 coprotagoniza la telenovela Mi marido tiene familia, junto a José Pablo Minor, Zuria Vega y Daniel Arenas.
Un año más tarde vuelve a interpretar el personaje de Daniela Córcega de Mussi en la segunda temporada de la telenovela Mi marido tiene familia esta vez con el título Mi marido tiene más familia.
En 2019 se integra a la obra de teatro Aristemo el musical nuevamente interpretando a Daniela Córcega de Mussi. A mediados de ese año tiene una participación especial en la serie de televisión Juntos el corazón no se equivoca, interpretando al mismo personaje. Luego se integra al elenco de la segunda temporada de la serie Sin miedo a la verdad protagonizando tres capítulos con el personaje de Alicia en el episodio «Rehenes».
El mismo año confirmó su actuación en la nueva producción de televisa Soltero con hijas, bajo la producción de Juan Osorio con el personaje de Ileana Barros.[cita requerida]

## Trayectoria

### Telenovelas
- Fugitivas, en busca de la libertad (2024) - Lucrecia "Lucre"
- La historia de Juana (2024) - Lorena
- Mi secreto (2022-2023) - Inés Guzmán
- Amor dividido (2022) - Joana Foglia[5][6]
- La mexicana y el güero (2020) - Sofía Gastelum de Nava[7]
- Soltero con hijas (2019/20) - Ileana Barrios Sánchez[8]
- Mi marido tiene familia (2017/19) - Daniela Córcega Gómez[9]
- Sueño de amor (2016) - Anastasia Limantour
- Las amazonas (2016)
- Lo imperdonable (2015) - Susana
- Como dice el dicho (2013/14) - 2 episodios;
  - Explicación no pedida (2014) - Casandra
  - Amor y odio... (2013)
- Por siempre mi amor (2013)
- Qué bonito amor (2012)

### Series
- La jefa (2025) - Luisa Guzmán[10]
- El extraño retorno de Diana Salazar (2024) - Ofelia Morrison
- Juntos el corazón nunca se equivoca (2019) - Daniela Córcega Gómez[11][12]
- Sin miedo a la verdad (2019) - Alicia

### Teatro
- Aventurera (2017) - Dolores
- Aristemo el musical (2019) - Daniela Córcega Gómez[13]

### Programas
- Noches con Platanito (2015) - Ella misma - Invitada

### Películas
- El protector (2020) - Mary
- Ladies Nice (2013) - Güera